# راموناس شيشكاوسكاس
راموناس شيشكاوسكاس (باللتوانية:Ramūnas Šiškauskas) مواليد 10 سبتمبر 1978 في الجمهورية الليتوانية السوفيتية الاشتراكية، الاتحاد السوفيتي، هو لاعب كرة سلة ليتواني سابق بدأ مسيرته الاحترافية في سنة 1996. يبلغ طوله 6 قدم 6 بوصة (2.0 م). مثّل منتخب بلاده. شارك في مسابقة كرة السلة في الألعاب الأولمبية الصيفية. اعتزل اللعب في 2012.

## فرق لعب لها
- ليتوفوس رايتس
- نادي سسكا موسكو لكرة السلة

## الميداليات
| الميدالية | المسابقة                         |
| --------- | -------------------------------- |
| ذهبية     | بطولة أمم أوروبا لكرة السلة 2003 |
| برونزية   | بطولة أمم أوروبا لكرة السلة 2007 |

## روابط خارجية
- راموناس شيشكاوسكاس على موقع الاتحاد الدولي لكرة السلة (الإنجليزية)
- راموناس شيشكاوسكاس على موقع الدوري الأوروبي لكرة السلة (الإنجليزية)
- راموناس شيشكاوسكاس على موقع كرة السلة الأوروبية.كوم (الإنجليزية)
- راموناس شيشكاوسكاس على موقع DraftExpress.com (الإنجليزية)
- راموناس شيشكاوسكاس على موقع ريلجم (الإنجليزية)
- راموناس شيشكاوسكاس على موقع بروبوليرز (الإنجليزية)
- راموناس شيشكاوسكاس على موقع سبورتس رفرنس (الإنجليزية)
- راموناس شيشكاوسكاس على موقع اللجنة الأولمبية الدولية (الإنجليزية)
- راموناس شيشكاوسكاس على موقع أوليمبيديا (الإنجليزية)
- راموناس شيشكاوسكاس على موقع اللجنة الأولمبية الليتوانية (الليتوانية)